# اریکو آراکاوا
اریکو آراکاوا (انگلیسی: Eriko Arakawa؛ زادهٔ ۳۰ اکتبر ۱۹۷۹) بازیکن فوتبال اهل ژاپن است.
از باشگاه‌هایی که در آن بازی کرده‌است می‌توان به گلد پراید اشاره کرد.
وی همچنین در تیم ملی فوتبال زنان ژاپن بازی کرده‌است.